# سانت بارتمئو دل گراو
سانت بارتمئو دل گراو (به اسپانیایی: Sant Bartomeu del Grau) یک شهرستان در اسپانیا است که در بارسلون واقع شده‌است.